# Acqua profonda del Nord Atlantico
L'acqua profonda del Nord Atlantico (abbreviato in NADW, dall'acronimo inglese "North Atlantic Deep Water") è una massa di acque profonde che si formano nella parte settentrionale dell'Oceano Atlantico.

## Descrizione
La circolazione termoalina delle acque oceaniche comporta il flusso delle calde acque superficiali dell'emisfero sud verso il Nord Atlantico. Scorrendo in direzione nord, l'acqua tende ad evaporare aumentando così la sua salinità e di conseguenza la densità. Quando raggiunge le regioni settentrionali dell'Atlantico, si raffredda aumentando ulteriormente la sua densità fino a che inizia a sprofondare per effetto convettivo. L'acqua profonda del Nord Atlantico è l'efflusso di questo denso strato profondo, che può essere rilevato in base alla salinità, l'elevato contenuto di ossigeno, il basso livello di nutrienti e la presenza di clorofluorocarburi (CFC). I CFC sono sostanze di origine antropica che entrano nella superficie oceanica in seguito agli scambi gassosi con l'atmosfera che li contiene.
La specifica composizione della NADW permette di seguire il suo percorso fino a quando si mescola con l'acqua profonda circumpolare che a sua volta va fluire nel profondo Oceano Indiano e in parte nell'Oceano Pacifico meridionale. La NADW svolge un ruolo essenziale nel capovolgimento meridionale della circolazione atlantica (AMOC dall'acronimo inglese "Atlantic Meridional Overturning Circulation"), che provoca il trasporto di grandi masse d'acqua, di energia termica, sali, carbonio, nutrienti e altre sostanze attorno al globo terrestre. Nel modello a nastro trasportatore della circolazione termoalina delle acque oceaniche, lo sprofondamento della NADW concorre ad attirare verso nord le acque della corrente nord-atlantica, anche se questa non è l'unica correlazione tra la Corrente del Golfo e quella del Nord Atlantico.
A profondità comprese tra 1500 e 4000 m, la NADW ha una temperatura di 2-4 °C e una salinità di 34,9-35,0 psu (Practical Salinity Unit, l'unità di misura della salinità).